# Streugerät
Ein Streugerät ist ein Gerät zur dosierten und gleichmäßigen Ausbringung von Streugut. Hauptsächlich findet ein Streugerät Anwendung in der Landwirtschaft, im Garten- und Landschaftsbau sowie beim Straßenbetriebsdienst. Ein Streugerät besteht in der Regel aus einem Streuaggregat und einem Streugutbehälter. Unterschieden werden kann ein Streugerät nach Art des Streugutes, Antriebsart und Ausbringungstechnik.

## Art des Streugutes
Das Streugut ist in der Regel rieselfähig bis breiig. Dünger kann organisch (Kompostgut oder Mist) oder künstlich hergestellt sein. Überwiegend im Garten- und Landschaftsbau eingesetzt werden Streugeräte zur Aussaat. Im Straßenbetriebsdienst werden Ölbindemittel und Auftausalz oder -sole eingesetzt.

Streugut
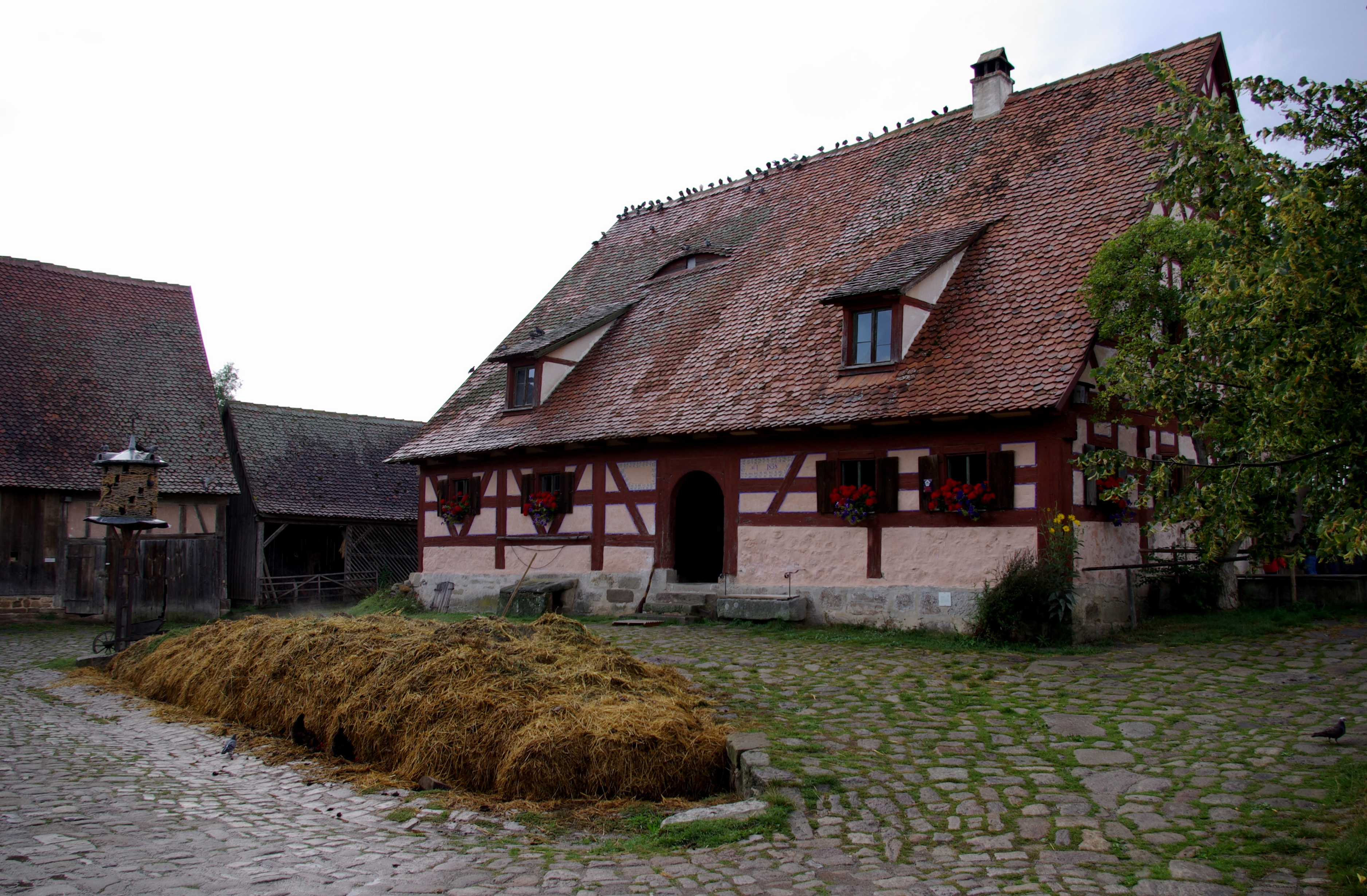
Misthaufen
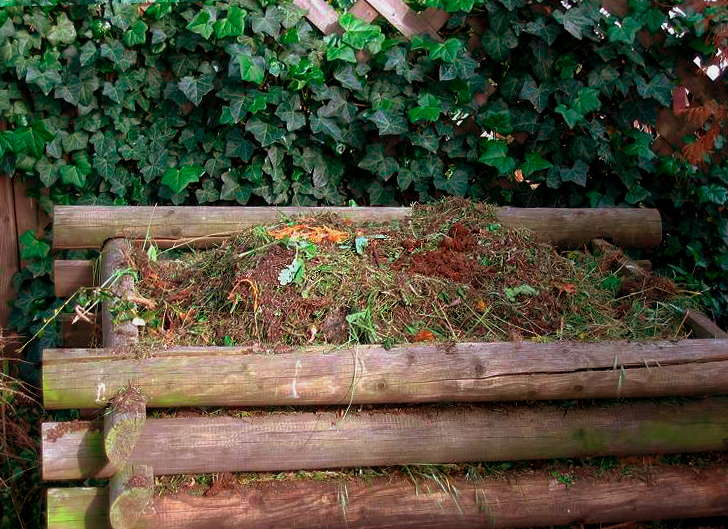
Kompost
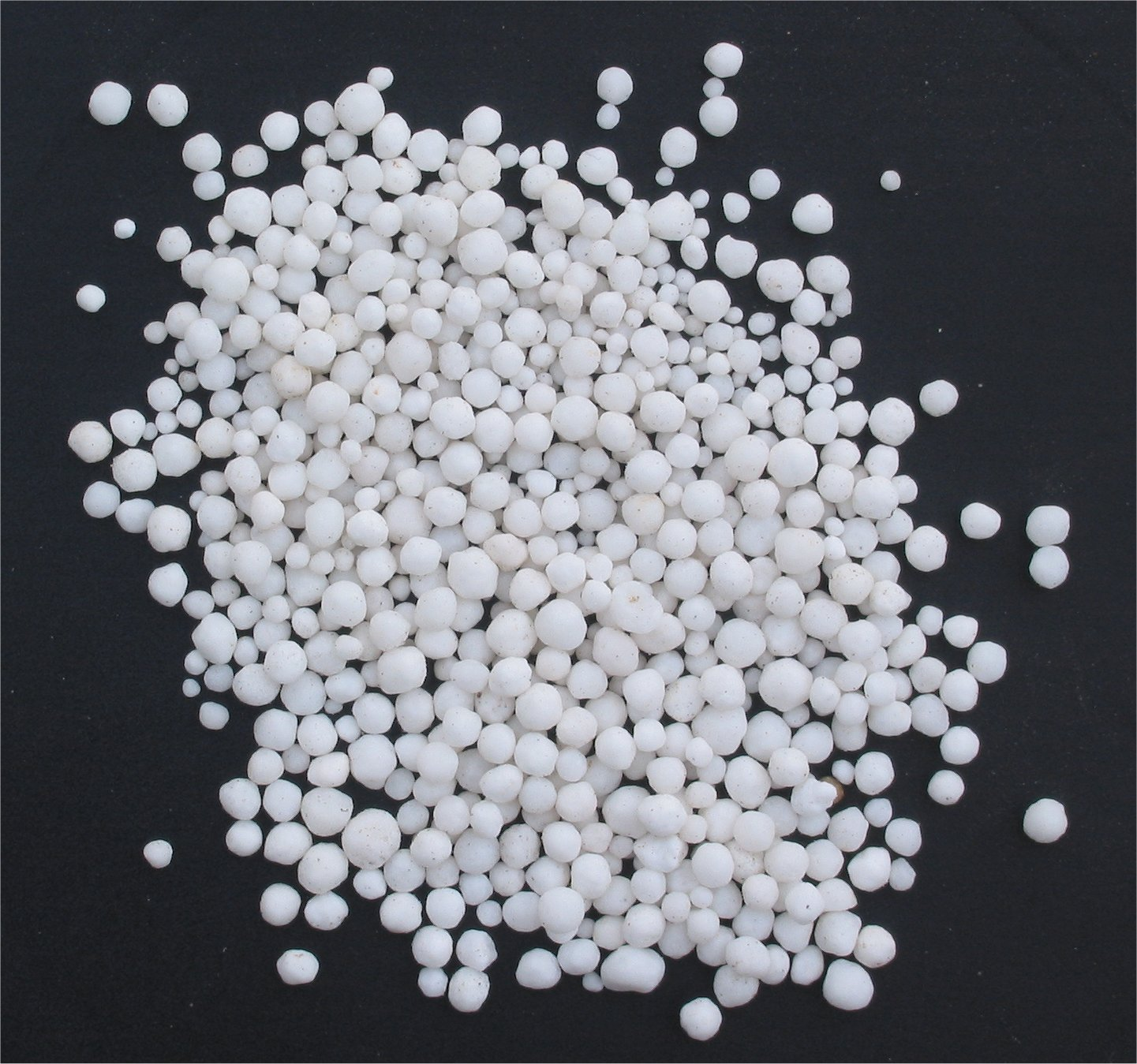
Kalkammonsalpeter
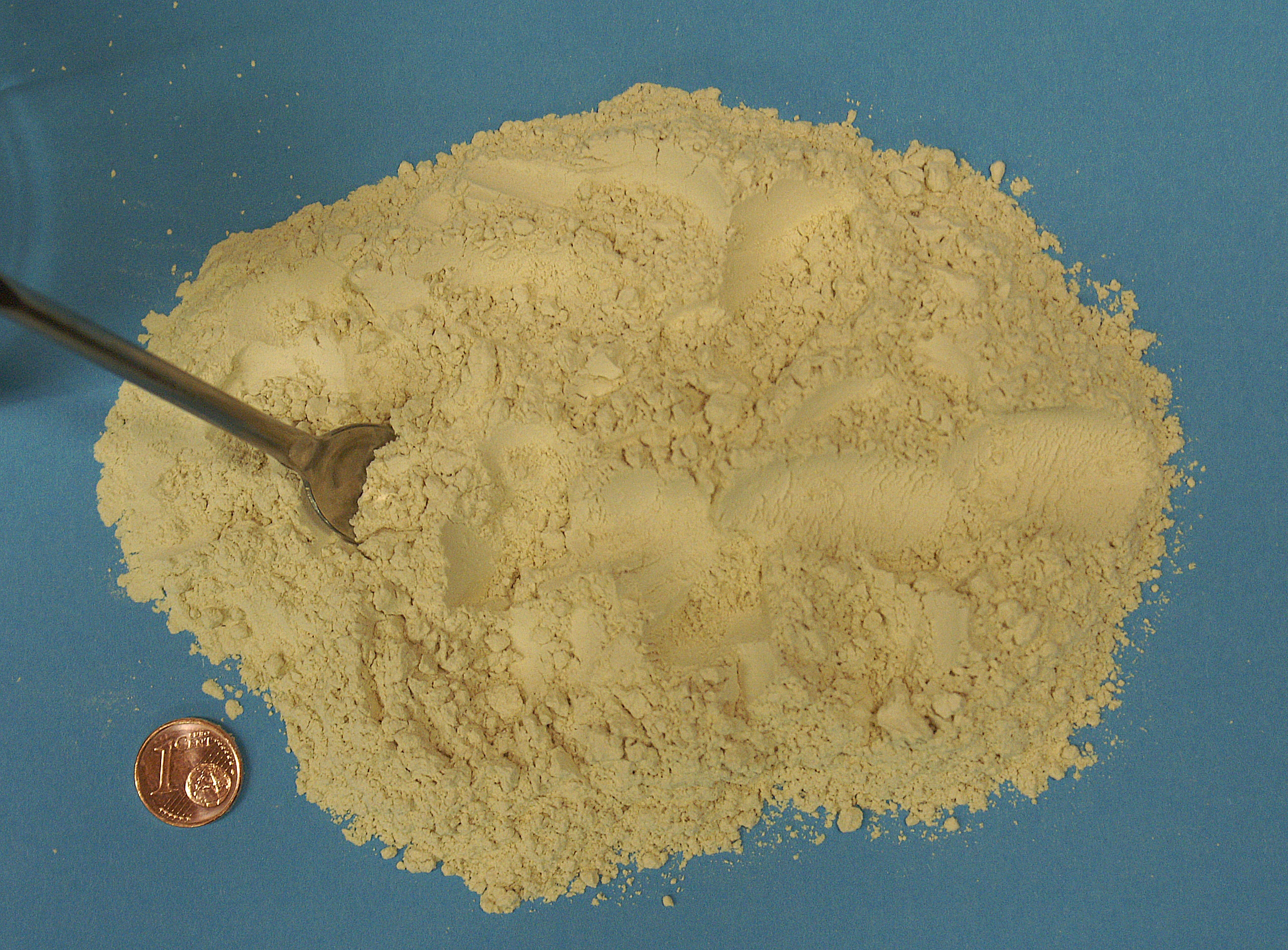
Kohlensaurer Kalk
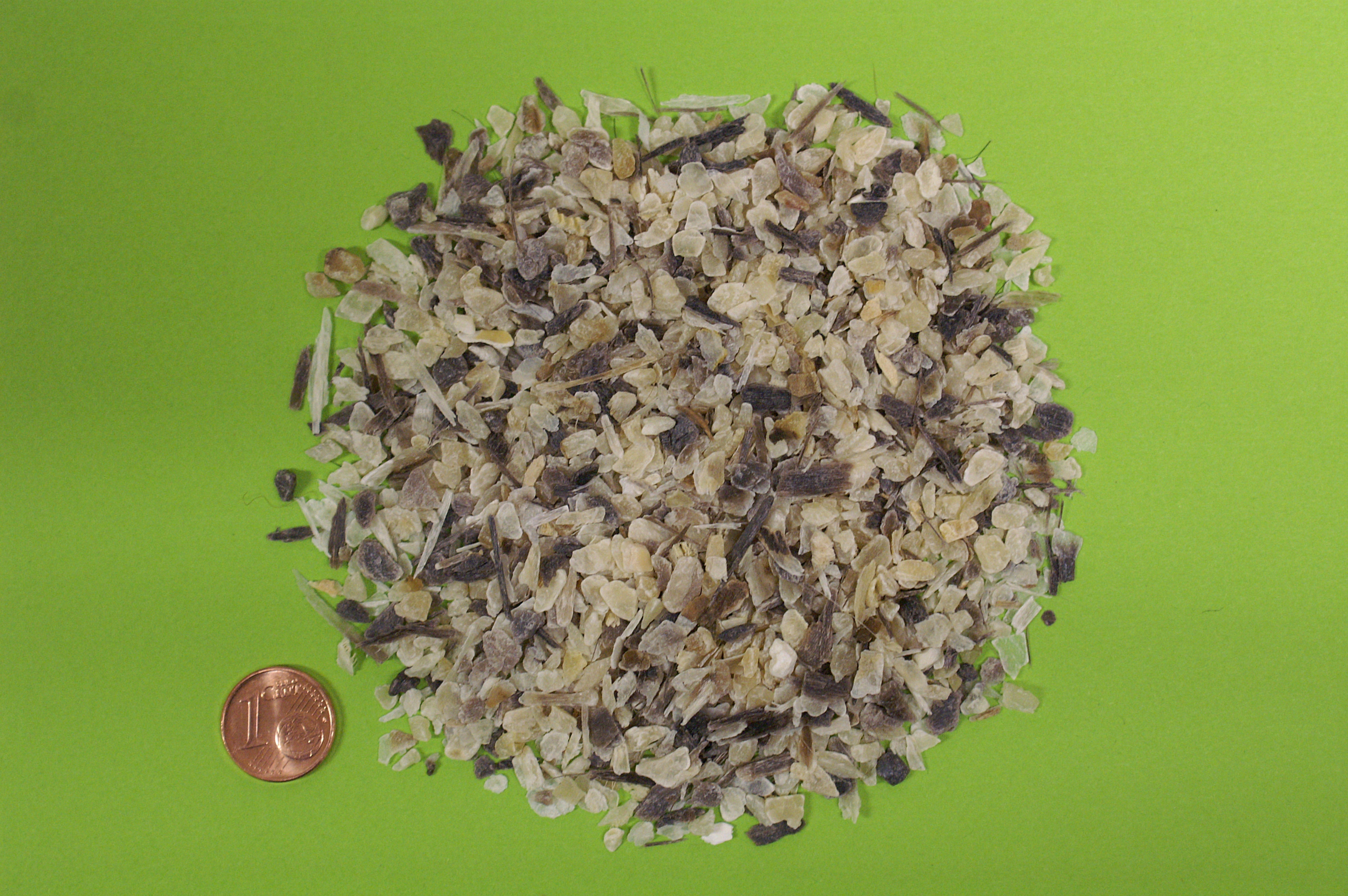
Hornspäne
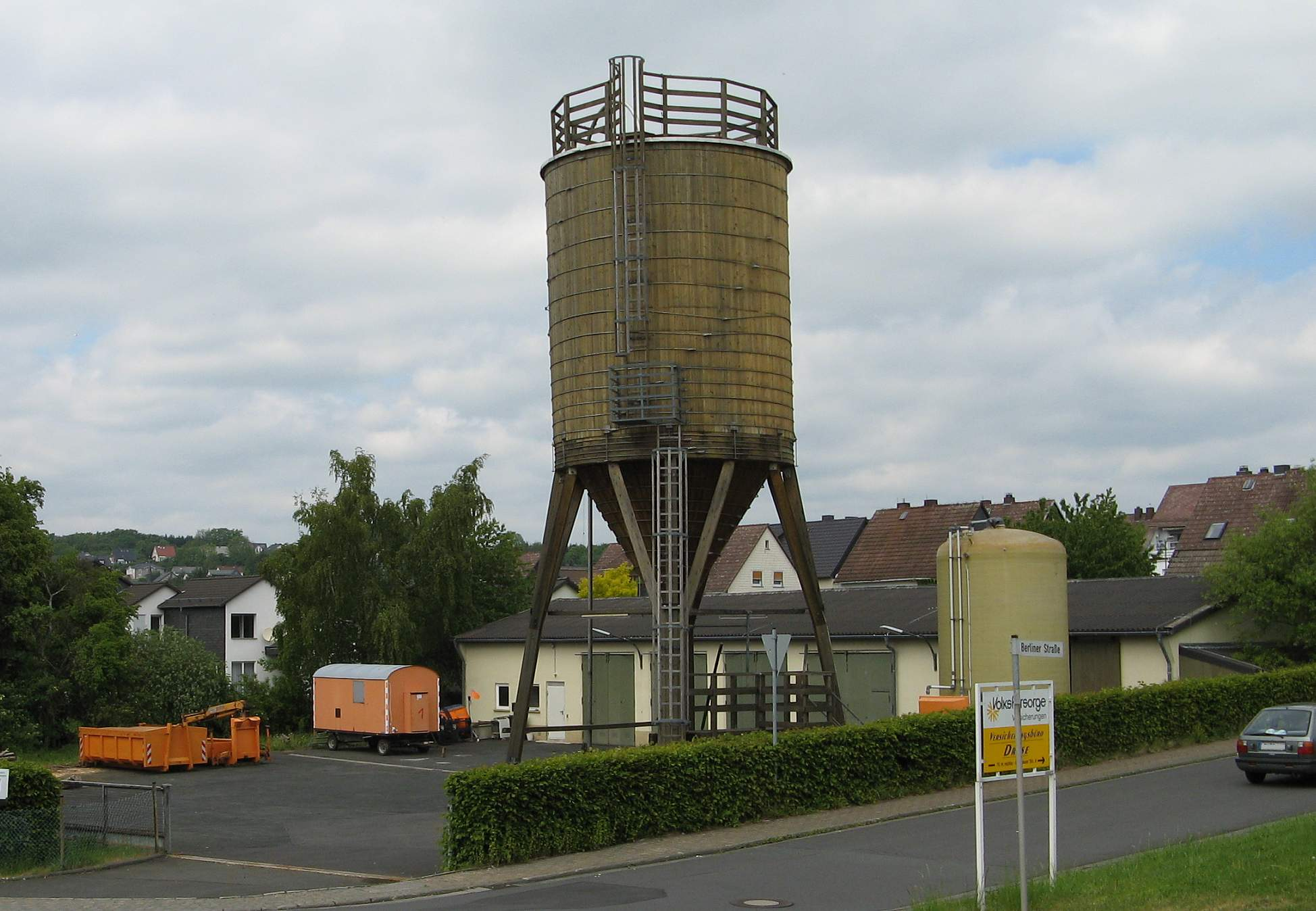
Salzsilo (Mitte) und Soletank (rechts)

## Antriebsart
Zum einen kann Streugut mit der Hand ausgebracht werden. Körniger oder granulatartiger Dünger, Splitt oder Streusalz wird in sogenannten Streuwannen, die mittels Gurten am Körper getragen werden, gleichmäßig über die Ausbringungsfläche verteilt. Im Fall von Stallmist wurde dieser in der Vergangenheit mit Wagen auf die Felder gefahren und per Gabel oder Harke ausgebracht. Rein mechanisch funktioniert bei manchen Streugeräten der Antrieb über die Reifen, wobei ein Antriebsmechanismus an der Achswelle das Streuaggregat antreibt. Weit verbreitet ist der Antrieb über eine sogenannte Zapfwelle oder über hydraulischen oder elektrischen Antrieb.

Antriebsarten
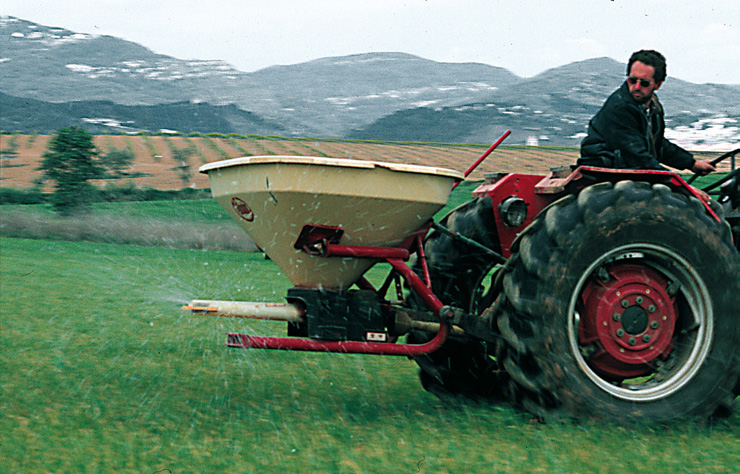
Zapfwellenantrieb an einem Düngerstreuer
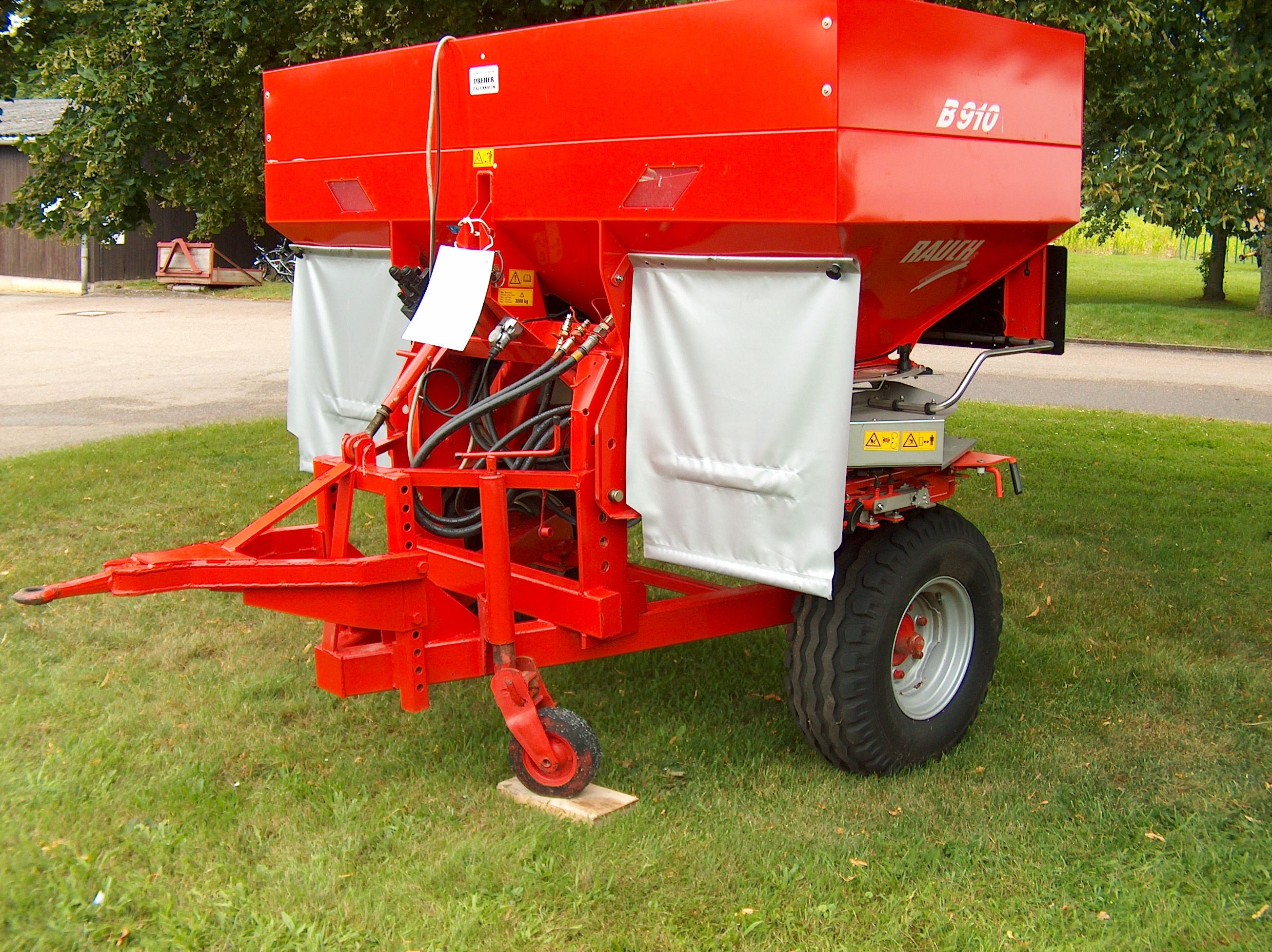
Hydraulisch angetriebener Streuer
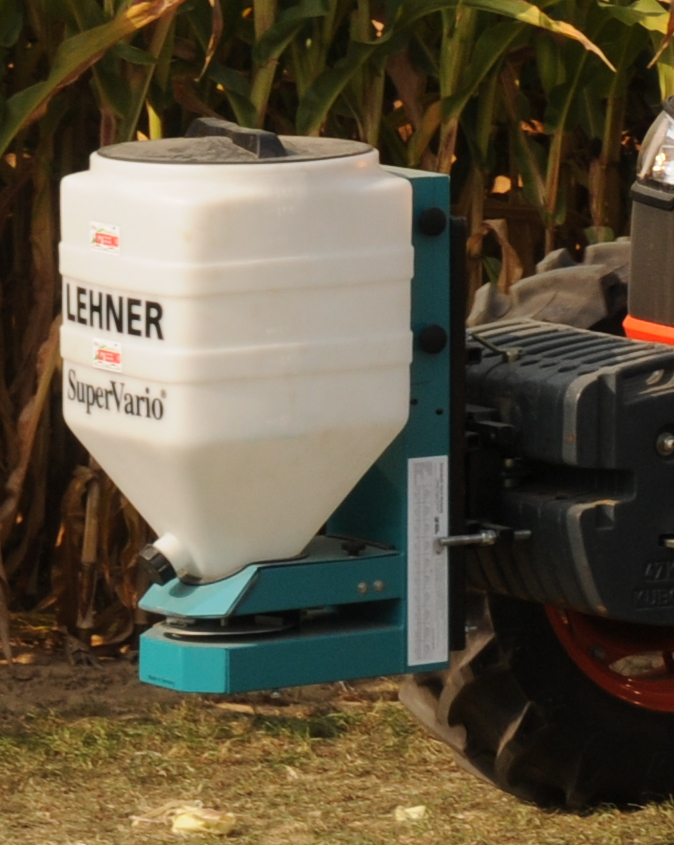
Elektrostreuer
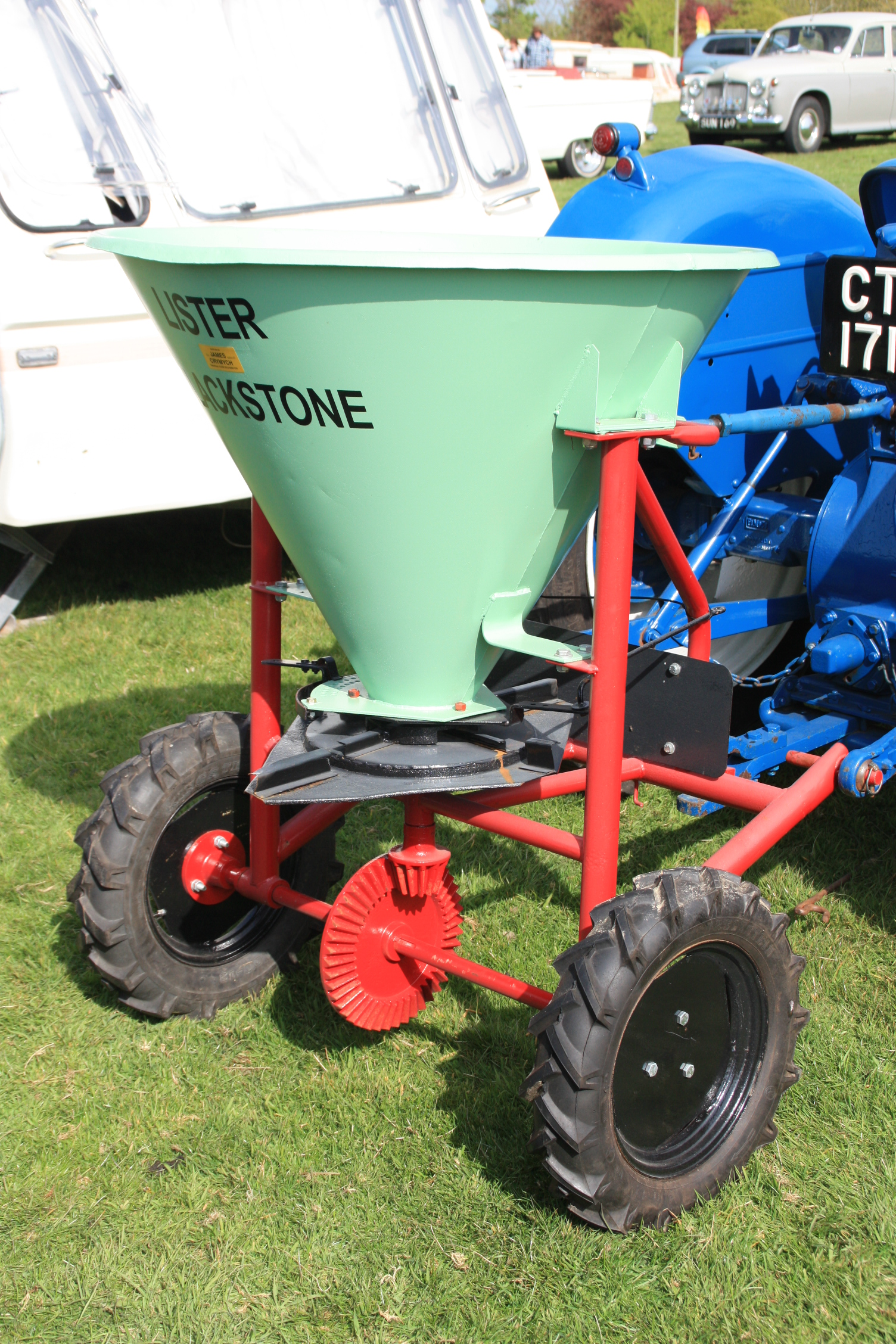
Eher historisch: Streuer mit Bodenantrieb

## Ausbringungstechnik
Neben der händischen Ausbringung mit Hand und Streuwanne, Schaufel, Harke oder Gabel gibt es verschiedene Systeme der Streugutausbringung. Pendelstreuer und der Scheibenstreuer als werden vorwiegend in der Ausbringung von körnigem oder granulatartigem Dünger, Splitt oder Streusalz. Auch eine Aussaat ist damit möglich.
Walzenstreuwerke werden überwiegend bei Miststreuern für die Ausbringung von organischem Dünger eingesetzt.

Streugeräte
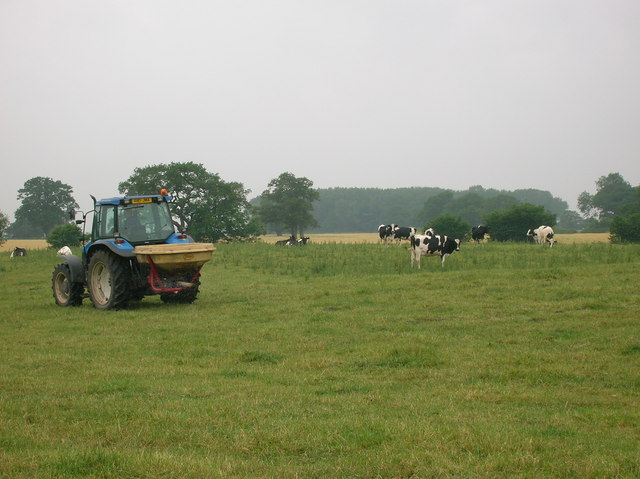
Pendelstreuer
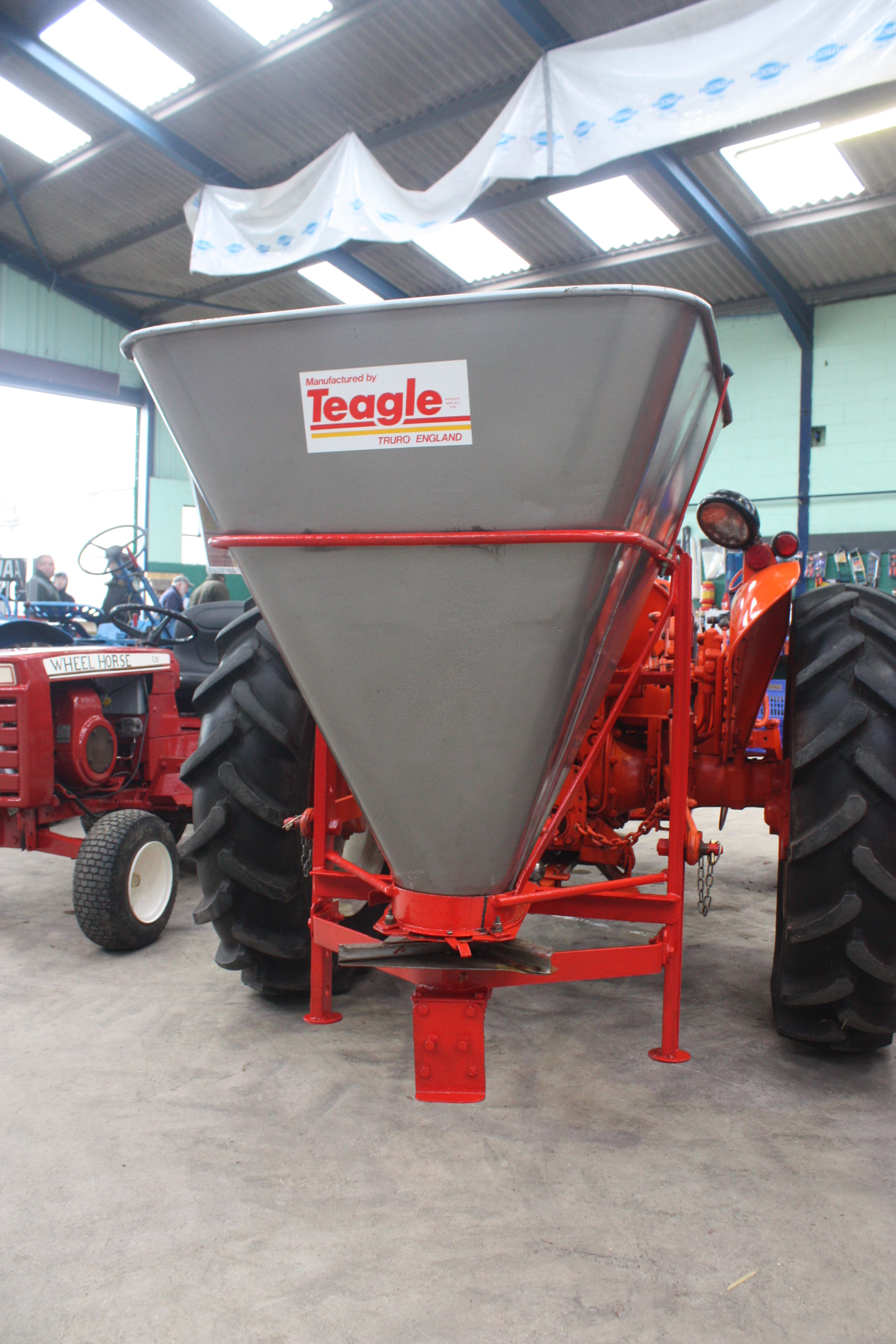
Ein-Scheiben-Streuer
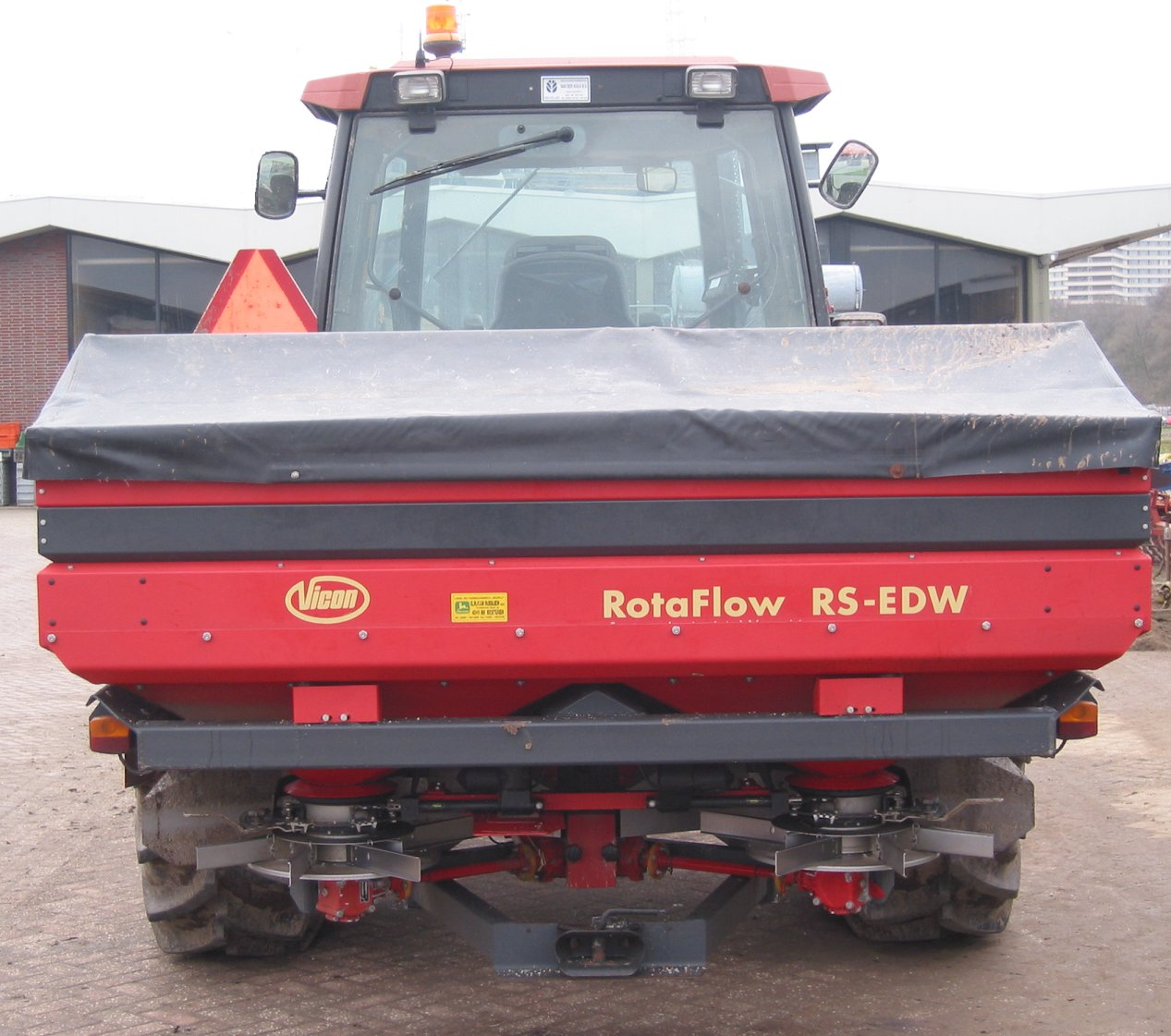
Zwei-Scheiben-Streuer
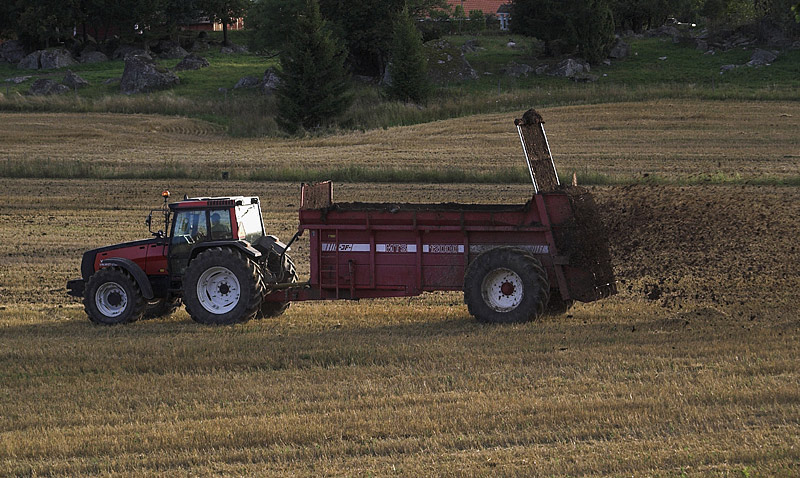
Miststreuer
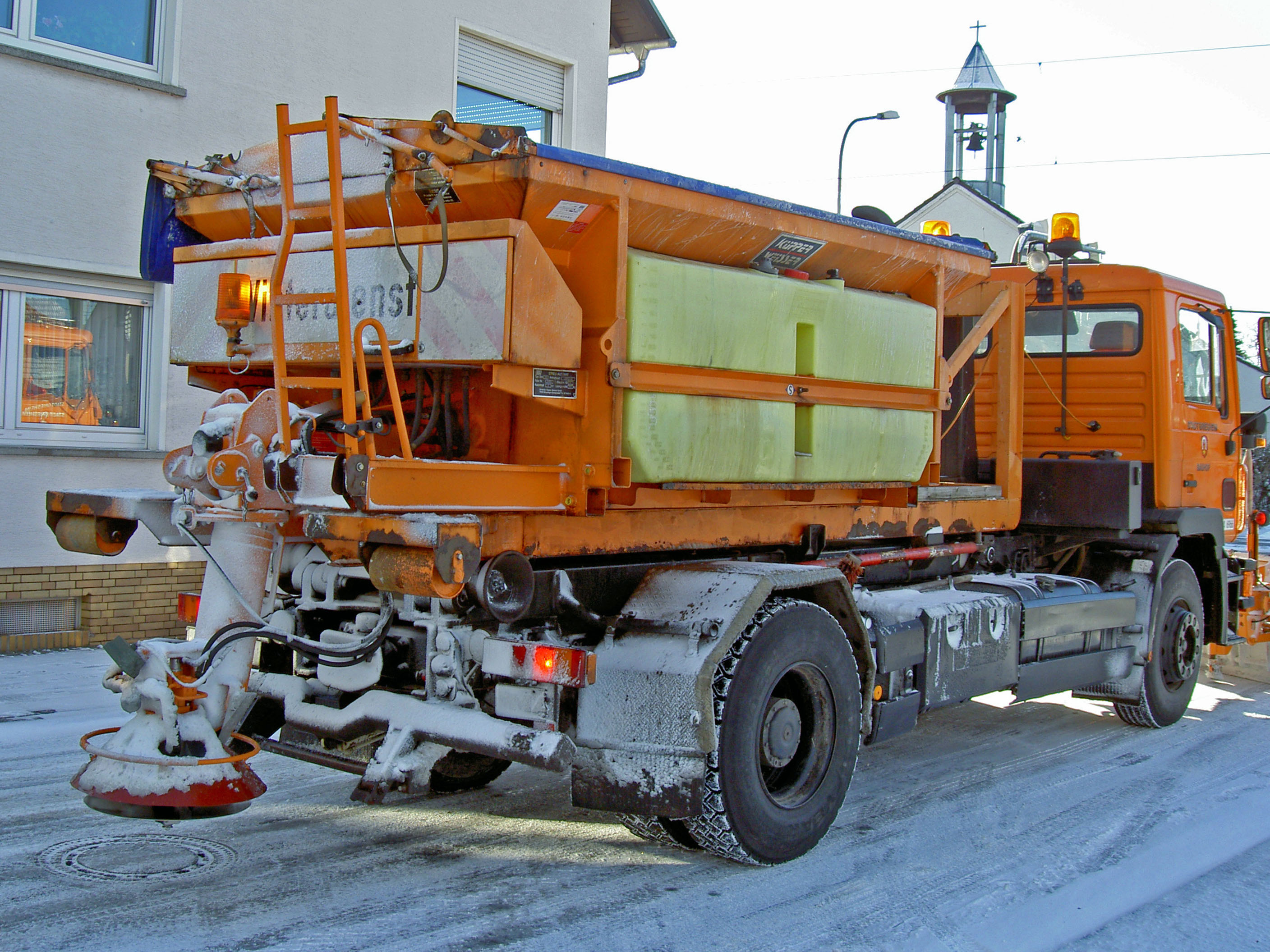
Winterdienst-Streufahrzeug